# Tetrapyrgos subdendrophora
Tetrapyrgos subdendrophora är en svampart som först beskrevs av Redhead, och fick sitt nu gällande namn av E. Horak 1987. Tetrapyrgos subdendrophora ingår i släktet Tetrapyrgos och familjen Marasmiaceae.   Inga underarter finns listade i Catalogue of Life.